# Villette-d'Anthon
Pour les articles homonymes, voir Villette et Anthon (homonymie).
Villette-d'Anthon est une commune française située dans le département de l'Isère, en région Auvergne-Rhône-Alpes, faisant partie de l'aire d'attraction de Lyon.
Ses habitants sont les Villettois.

## Géographie

### Localisation
Villette-d'Anthon est située dans l'Isère, sur la frontière du département de l'Ain et du Rhône, à 23 km à l'Est de Lyon, 1,5 km au Sud-Est de Jons, 3,5 km au Nord-Ouest de Chavanoz, 6,5 km au Sud de Balan et de Niévroz. La commune est également située à une dizaine de km au Nord-Est de Meyzieu ainsi que de L'aéroport de Lyon-Saint-Exupéry.
Le territoire de la commune est limitrophe de ceux de huit communes :
| Jons (Rhône)     | Balan (Ain)       | Saint-Maurice-de-Gourdans (Ain) |
| Jonage (Rhône)   | Villette-d'Anthon | Anthon                          |
| Pusignan (Rhône) | Janneyrias        | Chavanoz                        |

### Climat
Pour des articles plus généraux, voir Climat d'Auvergne-Rhône-Alpes et Climat de l'Isère.
En 2010, le climat de la commune est de type climat océanique altéré, selon une étude du Centre national de la recherche scientifique s'appuyant sur une série de données couvrant la période 1971-2000. En 2020, Météo-France publie une typologie des climats de la France métropolitaine dans laquelle la commune est dans une zone de transition entre le climat semi-continental et le climat de montagne et est dans la région climatique  Bourgogne, vallée de la Saône, caractérisée par un bon ensoleillement (1 900 h/an), un été chaud (18,5 °C), un air sec au printemps et en été et des vents faibles. 
Pour la période 1971-2000, la température annuelle moyenne est de 11,9 °C, avec une amplitude thermique annuelle de 18 °C. Le cumul annuel moyen de précipitations est de 931 mm, avec 11,1 jours de précipitations en janvier et 7,1 jours en juillet. Pour la période 1991-2020, la température moyenne annuelle observée sur la station météorologique de Météo-France la plus proche, « Lyon-Saint-Exupery », sur la commune de Colombier-Saugnieu à 9 km à vol d'oiseau, est de 12,8 °C et le cumul annuel moyen de précipitations est de 862,5 mm,. Pour l'avenir, les paramètres climatiques de la commune estimés pour 2050 selon différents scénarios d'émission de gaz à effet de serre sont consultables sur un site dédié publié par Météo-France en novembre 2022.
| Mois                                  | jan.           | fév.             | mars             | avril           | mai             | juin           | jui.           | août           | sep.            | oct.            | nov.            | déc.             | année      |
| ------------------------------------- | -------------- | ---------------- | ---------------- | --------------- | --------------- | -------------- | -------------- | -------------- | --------------- | --------------- | --------------- | ---------------- | ---------- |
| Température minimale moyenne (°C)     | 1,1            | 1,4              | 4,2              | 7,2             | 11,2            | 15             | 17             | 16,6           | 12,8            | 9,6             | 4,9             | 2                | 8,6        |
| Température moyenne (°C)              | 4,1            | 5,2              | 9                | 12,3            | 16,3            | 20,3           | 22,6           | 22,3           | 17,9            | 13,7            | 8,1             | 4,8              | 13         |
| Température maximale moyenne (°C)     | 7,1            | 9                | 13,8             | 17,4            | 21,5            | 25,6           | 28,2           | 28             | 23,1            | 17,7            | 11,4            | 7,7              | 17,5       |
| Record de froid (°C) date du record   | −23 23.01.1963 | −22,5 14.02.1929 | −10,5 07.03.1971 | −4,4 10.04.1949 | −3,8 01.05.1938 | 2,3 01.06.1959 | 6,1 07.07.1962 | 4,6 25.08.1940 | 0,2 24.09.1928  | −4,5 31.10.1950 | −9,4 30.11.1925 | −24,6 22.12.1938 | −24,6 1938 |
| Record de chaleur (°C) date du record | 19,1 10.01.15  | 22,4 24.02.1990  | 26,1 22.03.1990  | 28,8 30.04.05   | 33,9 16.05.1945 | 38,4 27.06.19  | 40,4 24.07.19  | 41,4 24.08.23  | 35,8 05.09.1949 | 30,6 09.10.23   | 23 02.11.1924   | 20,2 18.12.1989  | 41,4 2023  |
| Ensoleillement (h)                    | 727            | 993              | 1 678            | 1 826           | 2 165           | 2 515          | 2 786          | 2 469          | 186             | 1 235           | 717             | 504              | 19 473     |
| Précipitations (mm)                   | 55             | 46,9             | 54,1             | 72,4            | 82,7            | 70,7           | 67,4           | 70,6           | 86,6            | 101             | 92,1            | 63               | 862,5      |

## Urbanisme

### Typologie
Au 1er janvier 2024, Villette-d'Anthon est catégorisée bourg rural, selon la nouvelle grille communale de densité à sept niveaux définie par l'Insee en 2022.
Elle appartient à l'unité urbaine de Villette-d'Anthon, une unité urbaine monocommunale constituant une ville isolée,. Par ailleurs la commune fait partie de l'aire d'attraction de Lyon, dont elle est une commune de la couronne,. Cette aire, qui regroupe 397 communes, est catégorisée dans les aires de 700 000 habitants ou plus (hors Paris),.

### Occupation des sols
L'occupation des sols de la commune, telle qu'elle ressort de la base de données européenne d’occupation biophysique des sols Corine Land Cover (CLC), est marquée par l'importance des territoires agricoles (60,2 % en 2018), en diminution par rapport à 1990 (64,6 %). La répartition détaillée en 2018 est la suivante : 
terres arables (60,2 %), zones urbanisées (13,5 %), forêts (12,4 %), zones industrielles ou commerciales et réseaux de communication (6,7 %), espaces verts artificialisés, non agricoles (4,8 %), milieux à végétation arbustive et/ou herbacée (1,3 %), eaux continentales (1,1 %). L'évolution de l’occupation des sols de la commune et de ses infrastructures peut être observée sur les différentes représentations cartographiques du territoire : la carte de Cassini (XVIIIe siècle), la carte d'état-major (1820-1866) et les cartes ou photos aériennes de l'IGN pour la période actuelle (1950 à aujourd'hui).

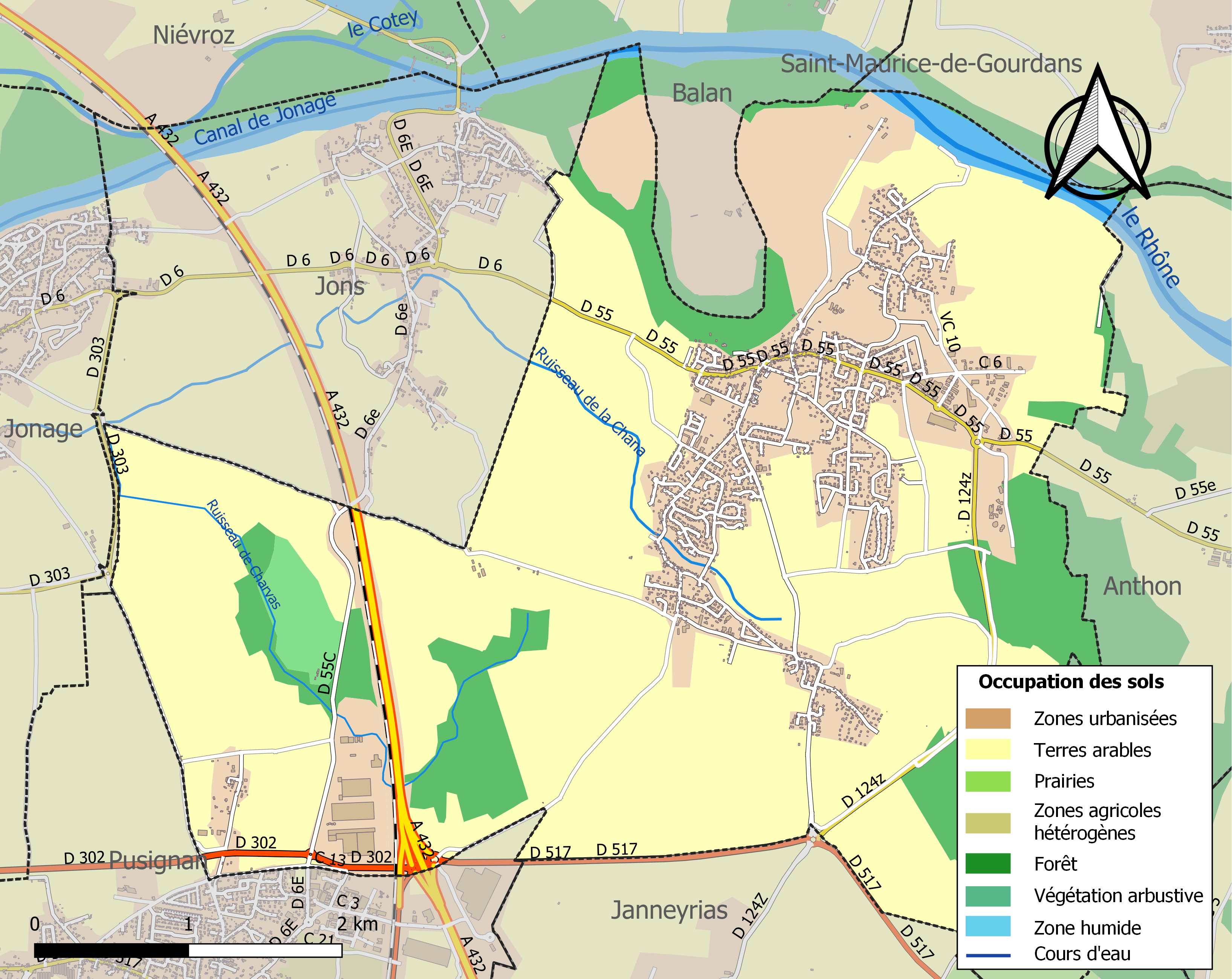
Carte des infrastructures et de l'occupation des sols de la commune en 2018 (CLC).

### Morphologie urbaine
La ville est découpée en morceaux : le quartier Centre-ville, le quartier du Bois Vernay, celui de Romagne, d' Asnières, des Dodognes, de Sous l’église et du Clos. La notion de hameaux a été abandonnée dès que la ville a atteint les 4 000 habitants.

### Voies de communication et transports

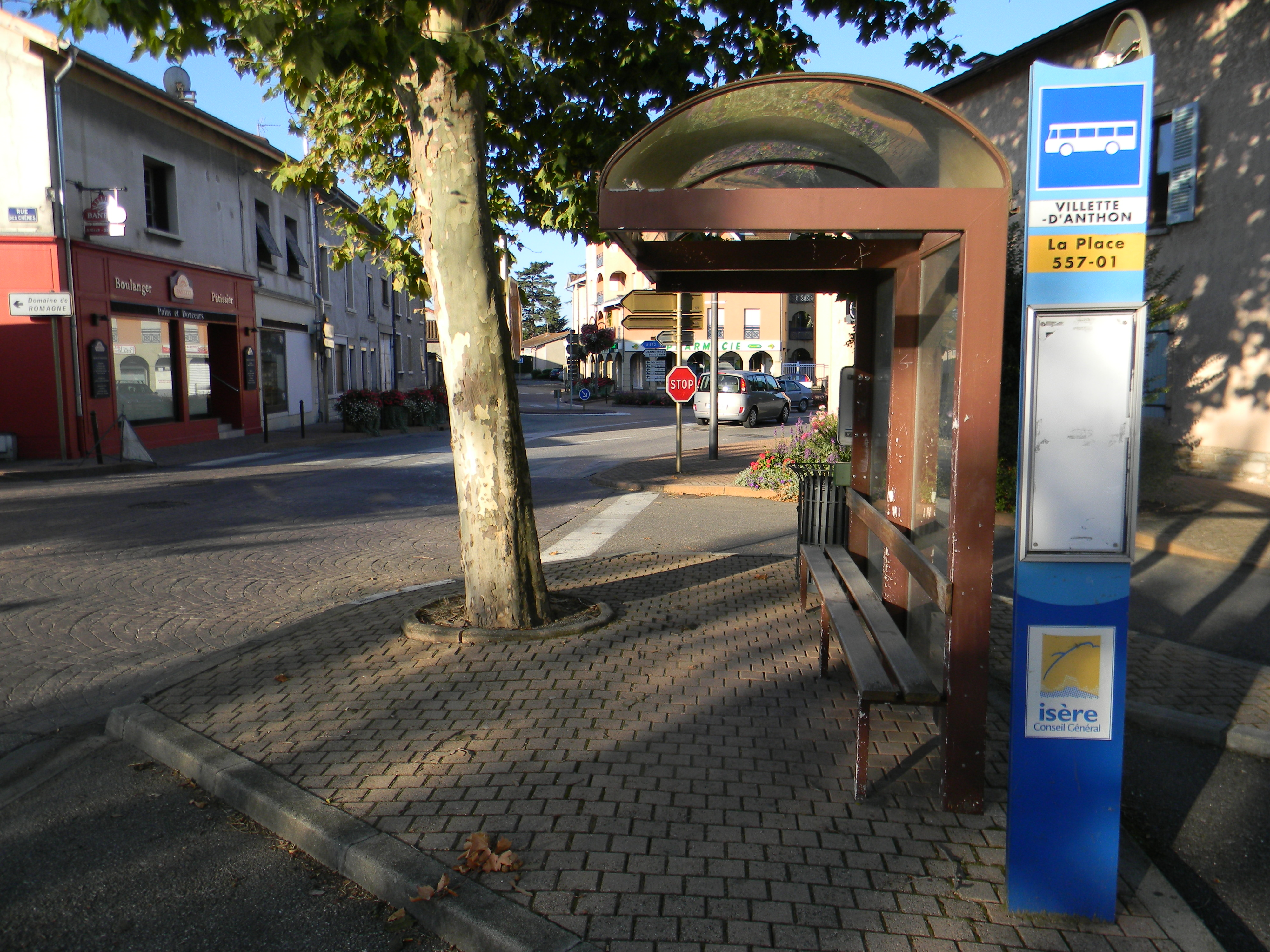
Arrêt de bus VFD no 557-01 à Villette-d'Anthon.

Villette d'Anthon possède des infrastructures routières qui permettent de rejoindre Lyon en voiture via les départementales D6, D124, D302 ainsi que l'autoroute A432 et la Rocade Est. La commune est desservie par des cars qui sont les suivants : T20 Meyzieu Tram - St Romain Barens Routiers, PCH1 Villette d'Anthon les Ormes - Pont de Chéruy Lycées, DAG01 St Romain - Pont de Chéruy - Charvieu - Chavanoz - Dagneux, TIJ01 Villette d'Anthon les Saules - Tignieu, EX04 (à partir de janvier 2023) Crémieu - Villette d'Anthon - Lyon St-Exupéry TGV - Aéroport de Lyon St-Exupéry et pour finir le GEN01 Villette d'Anthon - Genas.
Villette ne possède pas de gare SNCF, en revanche, la Gare TGV de Lyon-St Exupéry et son aéroport sont à une dizaine de minutes du centre-ville.
Le terminus du Tramway T3 de Lyon à destination de Meyzieu - Les Panettes est le plus proche de la commune. 

## Toponymie
Villette : De l'oïl villette, « petite maison des champs », ou « très petite ville ».

## Histoire
Villette d'Anthon est dans une province qui connut un nombre important de migrations. Elle a d'abord été placée (par qui ?) sous la domination des Allobroges. Ce peuple se répandit dans notre région un ou deux siècles avant Jésus-Christ. Des vestiges celtes de cette époque existent encore aujourd’hui à Villette par la présence d'un « tumulus » situé au hameau d'Asnières au lieu-dit Saint-Cyr.
Jules César, après la conquête de la Gaule et pour se préserver des incursions étrangères, établit des postes militaires, des tours de forteresse en bordure du Rhône et les fit soigneusement garder.
Témoin de la période romaine, un très important trésor monétaire a été découvert en 1990 à Villette-d'Anthon. Il compte 9 289 monnaies émises juste avant la réforme monétaire de Dioclétien en 294. Cette découverte apporte de nombreux exemplaires pour les onzième (771 monnaies) et douzième (5 310 exemplaires) et dernière émissions d'aureliani d'argent et fait progresser significativement les connaissances sur ce type de monnaie,.
Après la domination des Romains, le territoire fut inclus dans le royaume des Burgondes (453), puis des Mérovingiens, des Carolingiens, dans le second royaume de Bourgogne (879), le Saint Empire germanique, les Dauphins du Viennois ; enfin, en 1349, le Dauphiné fut cédé au fils du roi de France, Philippe VI de Valois, par Humbert II.
À la fin du XVIIe siècle, il faut imaginer le village de Villette d'Anthon sur son lieu primitif, c’est-à-dire vers la vieille église, avec son cimetière et quelques maisons groupées autour. 

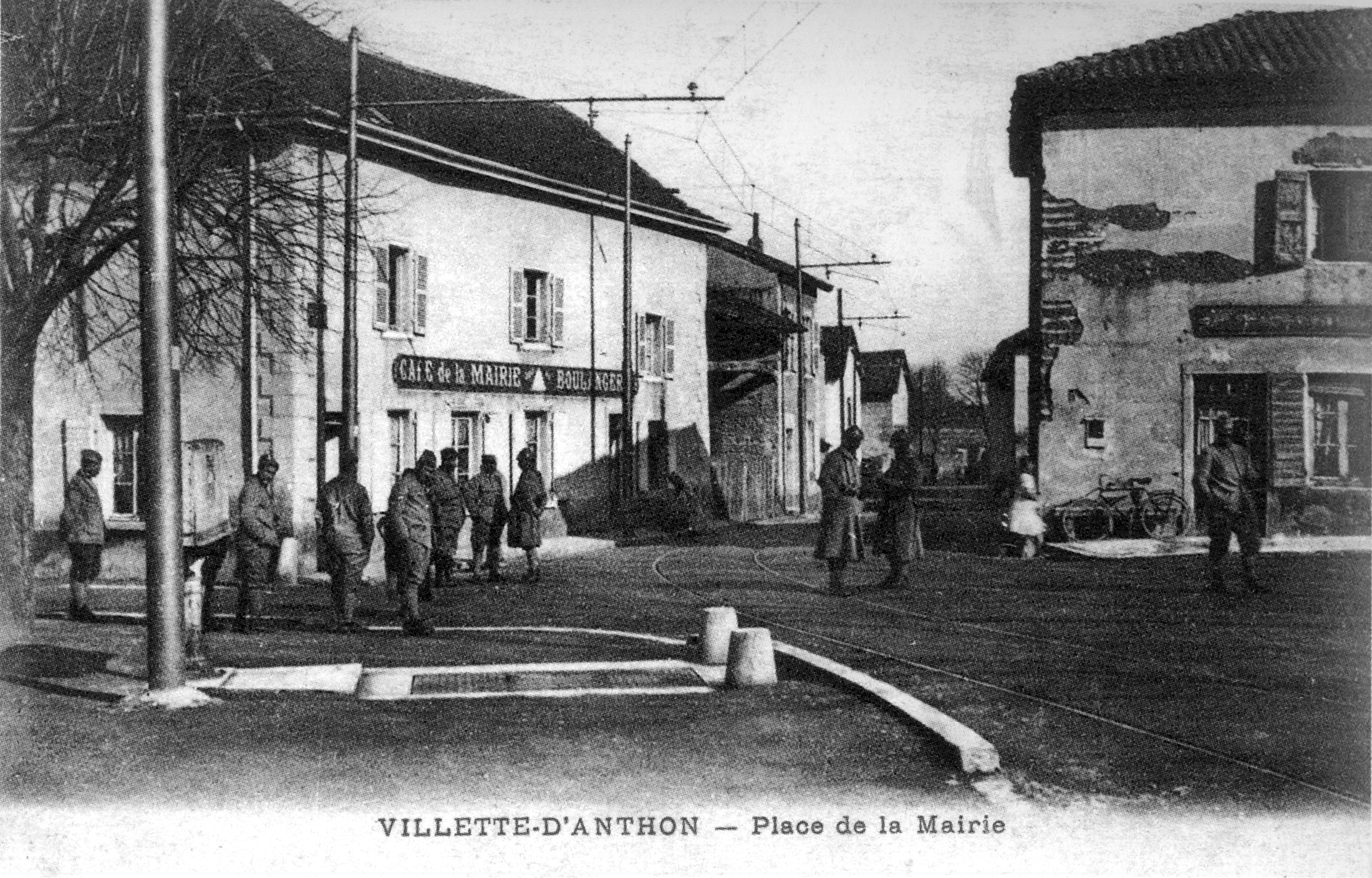
La place de la mairie en 1908.

L'histoire religieuse se confond en partie avec celle du prieuré de Chavanoz, dont le prieur était curé primitif de l'église Saint-Martin de Villette qui, à l'époque lointaine, avait comme annexes deux chapelles : Mons et Asnières. Il existe au hameau de Sous l'Église les vestiges de l’ancienne église Saint-Martin de Villette dont l’ancienneté est incontestable avec une première mention dans les textes dès 995. La restauration de la vieille église et du cimetière qui l’entoure a été réalisée dans les années 1990 et 2000.
Mise à part l'étymologie de son nom, Villette d'Anthon n'évoque plus la petite ville fief d'Anthon. Au fil du temps, le village à vocation rurale a survécu à l'exode grâce à sa situation privilégiée, près du Grand Lyon.

## Politique et administration

### Liste des maires
| Période                                  | Période                   | Identité       | Étiquette                | Qualité             |
| ---------------------------------------- | ------------------------- | -------------- | ------------------------ | ------------------- |
| mars 1965                                | mars 1989                 | Maurice Garin  |                          |                     |
| mars 1989                                | décembre 2018 (démission) | Daniel Beretta | DVD puis MPF puis UMP-LR | Chef d'entreprise   |
| décembre 2018                            | En cours                  | Bruno Gindre   | DVD                      | Gérant d'entreprise |
| Les données manquantes sont à compléter. |                           |                |                          |                     |

## Population et société

### Démographie
L'évolution du nombre d'habitants est connue à travers les recensements de la population effectués dans la commune depuis 1793. Pour les communes de moins de 10 000 habitants, une enquête de recensement portant sur toute la population est réalisée tous les cinq ans, les populations de référence des années intermédiaires étant quant à elles estimées par interpolation ou extrapolation. Pour la commune, le premier recensement exhaustif entrant dans le cadre du nouveau dispositif a été réalisé en 2007.

En 2022, la commune comptait 5 240 habitants, en évolution de +7,36 % par rapport à 2016 (Isère : +3,07 %, France hors Mayotte : +2,11 %).
| 1793 | 1800 | 1806 | 1821 | 1831 | 1836 | 1841 | 1846 | 1851 |
| ---- | ---- | ---- | ---- | ---- | ---- | ---- | ---- | ---- |
| 420  | 742  | 515  | 698  | 702  | 785  | 823  | 802  | 781  |

| 1856 | 1861 | 1866 | 1872  | 1876  | 1881 | 1886 | 1891 | 1896 |
| ---- | ---- | ---- | ----- | ----- | ---- | ---- | ---- | ---- |
| 865  | 982  | 982  | 1 029 | 1 032 | 951  | 987  | 998  | 937  |

| 1901 | 1906 | 1911 | 1921 | 1926 | 1931 | 1936 | 1946 | 1954 |
| ---- | ---- | ---- | ---- | ---- | ---- | ---- | ---- | ---- |
| 858  | 733  | 665  | 678  | 669  | 643  | 626  | 584  | 580  |

| 1962 | 1968 | 1975  | 1982  | 1990  | 1999  | 2006  | 2007  | 2012  |
| ---- | ---- | ----- | ----- | ----- | ----- | ----- | ----- | ----- |
| 646  | 861  | 1 334 | 2 711 | 3 534 | 3 906 | 4 122 | 4 143 | 4 524 |

| 2017  | 2022  | - | - | - | - | - | - | - |
| ----- | ----- | - | - | - | - | - | - | - |
| 4 936 | 5 240 | - | - | - | - | - | - | - |

### Espaces verts et fleurissement
En mars 2017, la commune confirme le niveau « deux fleurs » au concours des villes et villages fleuris, ce label récompense le fleurissement de la commune au titre de l'année 2016.

## Culture locale et patrimoine

### Lieux et monuments
- L'église actuelle Saint-Martin[24].

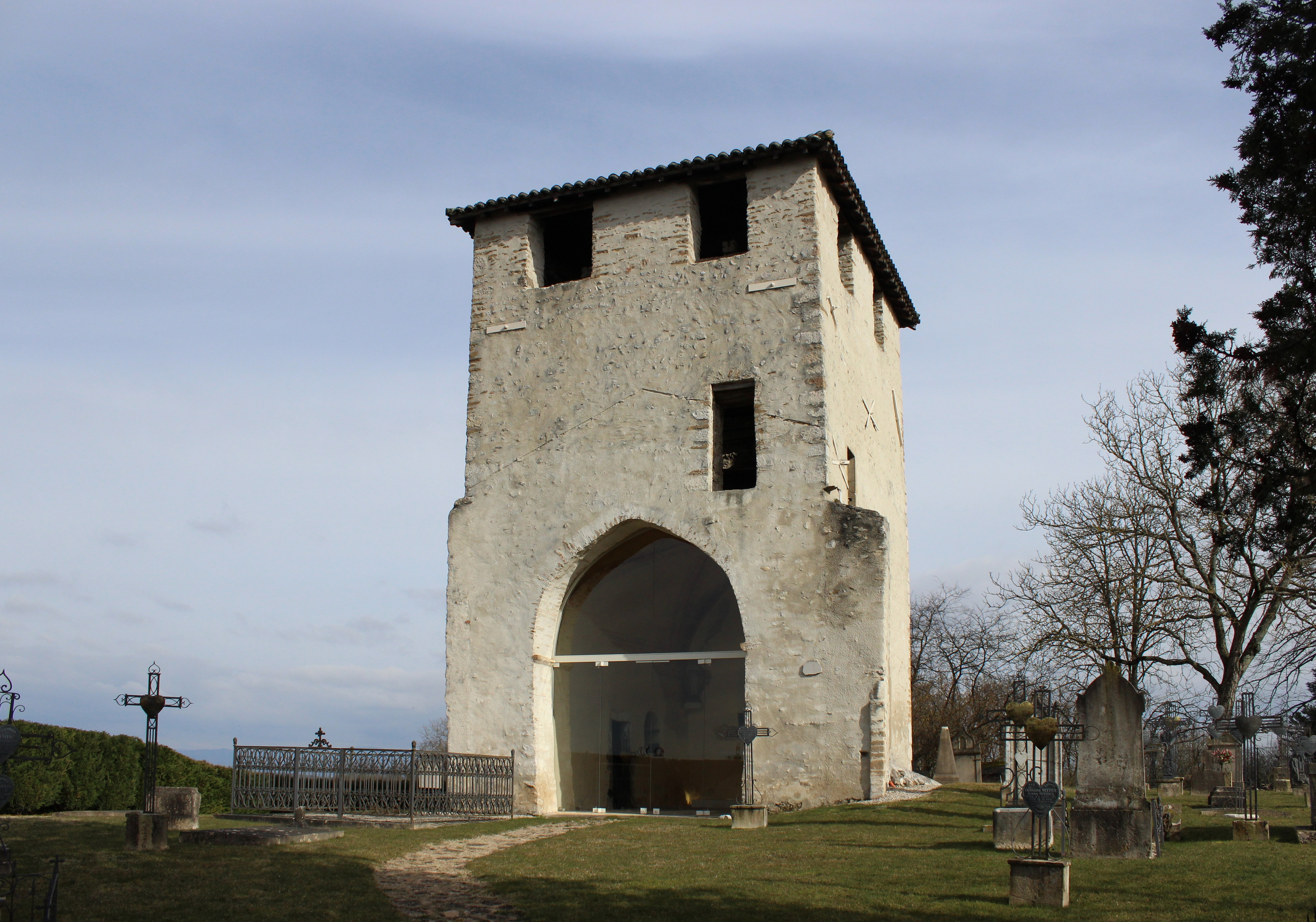
Ancienne église priorale Saint-Martin (sous-l'Église).

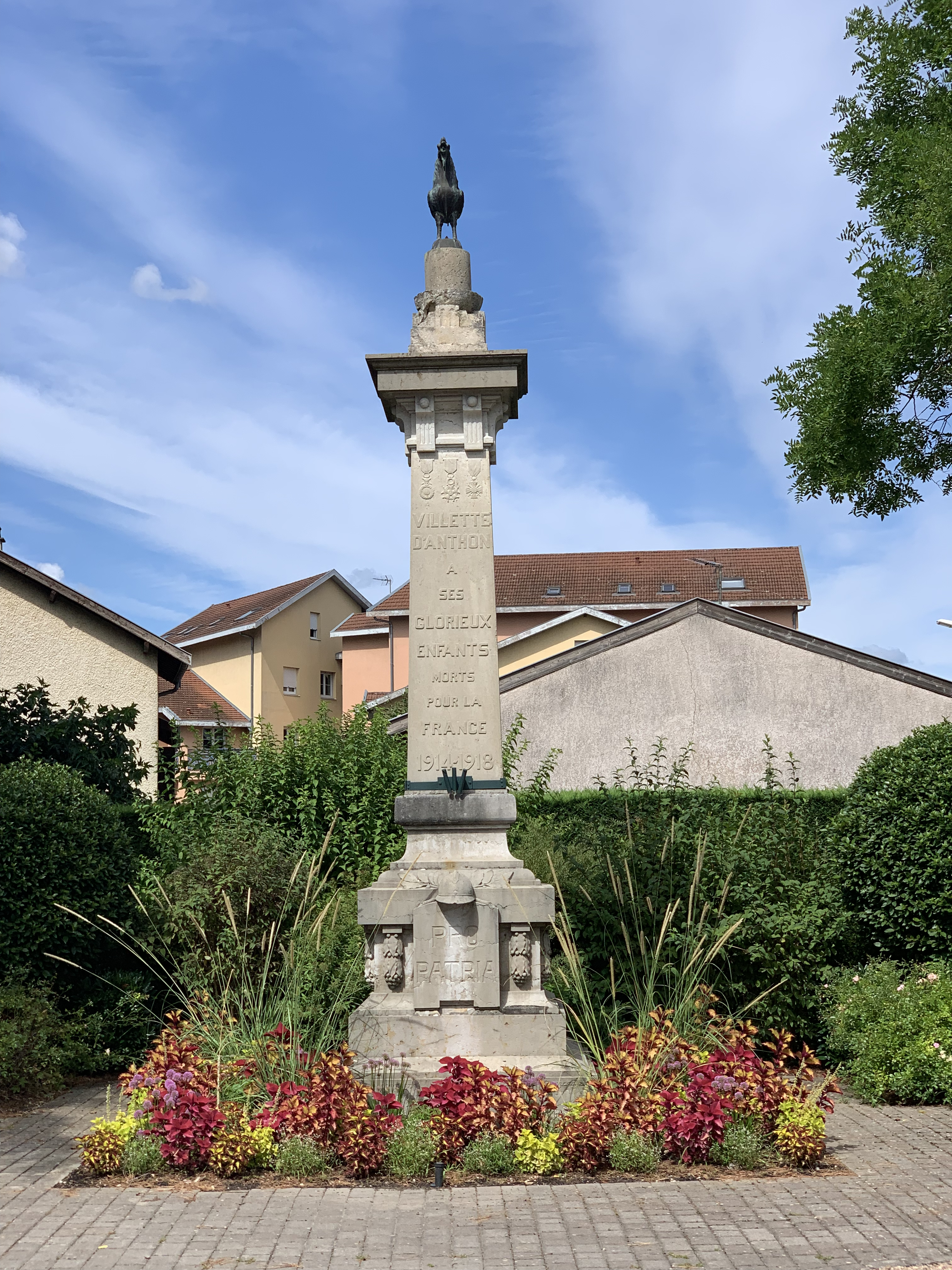
Monument aux morts.

- Ancienne église Saint-Martin, labellisée Patrimoine en Isère[25],[26].
- Le Marais de Charvas est une zone humide reprise dans la zone naturelle d'intérêt écologique, faunistique et floristique éponyme[27].

### Personnalités liées à la commune
- La famille de Rosette Wolczak s'est cachée à Villette-d'Anthon à partir de 1943.
- Le cycliste Clément Russo est originaire de la ville[28],[29].

### Héraldique
| Blason de Villette-d'Anthon | Les armoiries de Villette-d'Anthon se blasonnent ainsi : D'azur à trois chevrons d'argent. |

Son nom (Villette-d’Anthon) vient du village d’Anthon, situé à 5 km de Villette. VILLE pour la ville, ETTE le suffixe qui veut dire petit.
Cela signifie donc que c’est la petite ville d’Anthon. Qui devient évidemment le contraire au fil des années.